# 小行星29356
小行星29356（29356 Giovarduino）是一颗绕太阳运转的小行星，为主小行星带小行星。该小行星于1995年9月25日发现。

## 轨道参数
小行星29356的轨道半长轴为3.1788827 UA，离心率为0.167。